# Милован Тасић
Милован Тасић (Доње Црнатово, 11. септембар 1947 — Београд, 6. јун 2024) био је српски и југословенски кошаркаш и глумац. Играо је на позицији центра за београдски КК Раднички. Највиши кошаркаш са ових простора све до појаве Славка Вранеша.

## Каријера
Милован Тасић, који је од предиспозиција за кошарку имао само висину, а великих проблема и са кретањем је кошарку почео а игра 21. годином. Њега је у КК Раднички довео искусни тренер Слободан Ивковић и ту је Милован са клубом стигао до историјског успеха Радничког када је у сезони 1972/1973. постао првак Југославије. Иако та екипа није важила за фаворита успела је да дође до титуле у предзадњем колу те сезоне, победом против Босне. Већ у следећој сезони са Радничким је успео да дође до полуфинала тада Купа Шампиона, али је италијански Варезе био прејак. игране су две утакмице, прва у Варезеу 14. марта 1974. где је Раднички изгубио са 105 : 78 а друга утакмица у Београду 21. марта 1974. где је Раднички победио са 83 : 70 што није било довољно за финале. Велики успех је био и освајање купа Југославије 1976. године, где је у финалу побеђен Работнички из Скопља са 89 : 75, а 1977. године успева да стигне и до финала Купа победника Купова, где је изгубио од италијанског тима Форст Канту са поеном разлике са 87 : 86.

### КК Раднички
Шампионски тим Радничког је играо у саставу Драгослав Ражнатовић, Милун Маровић, Мирољуб Дамњановић, Драган Ивковић, Срећко Јарић, Мирослав Миле Ђорђевић, Драган Вучинић, Иван Шарац, Душан Тривалић, Драгољуб Змијанац, Јовица Вељовић, Милован Тасић, Душан Зупанчић и Никола Бјеговић.
Целу своју кошаркашку каријеру Тасић је провео у кошаркашком клубу Раднички где је одиграо 200 утакмица и постигао 601 кош.

### Филмографија
Поред кошарке, због своје висине од 2,24 метара, која тих година у Југославији била запањујућа, добијао је и мање филмске улоге. Њега је позвао да у почетку статира редитељ Слободан Шијан у филму „Ко то тамо пева” (1980). Након успеха тог филма Шијан га ангажује поново али овог пута га узима да глуми Билијевог сина Грдобију у филму „Маратонци трче почасни круг” (1982). По овим филмским улогама Тасић је остао упамћен.
Милован Тасић се између 1982. и 1991. године поред филма Ко то тамо пева, појавио у још шест филмова, то су: Тајна манастирске ракије (1988), Сулуде године (1988), Нека чудна земља (1988), Хајде да се волимо 2 (1989), Вампири су међу нама (1989) и Свемирци су криви за све (1991).

## Успеси у првенству Југославије
- Прва лига Југославије
  - Првак: 1973.
- Куп Југославије
  - Освајач: 1976.
  - Финалиста: 1978.

## Милован Тасић у европским такмичењима
| Сезона                             | Резултат   |
| ---------------------------------- | ---------- |
| Куп европских шампиона             |            |
| 1973/74.                           | Полуфинале |
| Куп победника купова / Сапорта куп |            |
| 1976/77.                           | Финале     |